# In the Black (álbum)
In the Black es el quinto álbum de estudio de Kittie, una banda de heavy metal compuesta por mujeres. El álbum fue lanzado el 15 de septiembre de 2009.. Este es el primer álbum de la banda después de firmar con E1 Music y con la bajista Ivy Vujic. El álbum debutó en el puesto #133, en el chart Billboard Top 200. La banda ha rodado tres videoclips para las canciones "Cut Throat", "Sorrow I Know" y "Die My Darling".

## Lista de canciones
| N.º | Título                                               | Escritor(es) | Duración |  |
| 1.  | «Kingdom Come»                                       | Kittie       | 1:29     |  |
| 2.  | «My Plague»                                          | Kittie       | 3:05     |  |
| 3.  | «Cut Throat»                                         | Kittie       | 2:55     |  |
| 4.  | «Die My Darling»                                     | Kittie       | 2:47     |  |
| 5.  | «Sorrow I Know»                                      | Kittie       | 3:30     |  |
| 6.  | «Forgive And Forget»                                 | Kittie       | 3:44     |  |
| 7.  | «Now Or Never»                                       | Kittie       | 2:35     |  |
| 8.  | «Falling Down»                                       | Kittie       | 3:08     |  |
| 9.  | «Sleepwalking»                                       | Kittie       | 3:17     |  |
| 10. | «Whiskey Love Song»                                  | Kittie       | 4:29     |  |
| 11. | «Ready Aim Riot»                                     | Kittie       | 3:14     |  |
| 12. | «The Truth» (feat. Justin Wolfe of Thine Eyes Bleed) | Kittie       | 6:42     |  |

## Personal
- Morgan Lander - vocalista, guitarra,
- Mercedes Lander - batería
- Tara McLeod - guitarra
- Ivy Vujic - bajo
- Siegfried Meier - productor